# Platygaster inconspicua
Platygaster inconspicua (лат.) — вид мелких наездников из семейства Platygastridae. Европа: Дания. Длина тела около 1,5 мм. Основная окраска чёрная, ротовые части, передние голени, оба крайних конца средних и задних голеней и 1—4 членики всех лапок темно-коричневые. Брюшко в четыре раза длиннее головы и груди вместе взятых, равно ширине груди. Первый тергит T1 зазубренный; Т2 с очень слабой штриховкой в базальных ямках и некоторыми короткими бороздками на участке между ними, остальная часть тергита, а также следующие тергиты гладкие, Т3 и Т4 латерально с несколькими поверхностными волосками, Т5 и Т6 с более рассеянными волосками. Усики 10-члениковые. Сходен с видами Platygaster cebes и Platygaster abia. Вид был впервые описан в 1999 году датским энтомологом Петером Булем (Peter Neerup Buhl, Дания) вместе с Platygaster praecox и Platygaster microsculpturata.